# 六地蔵寺

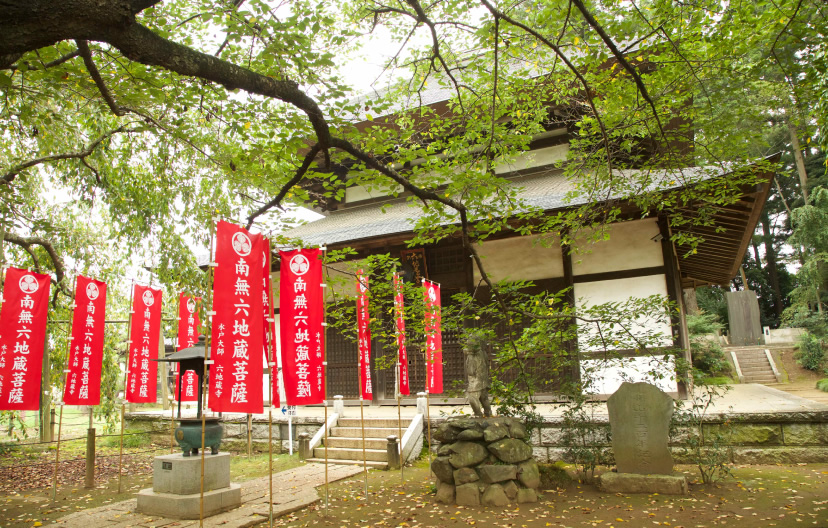
地蔵堂

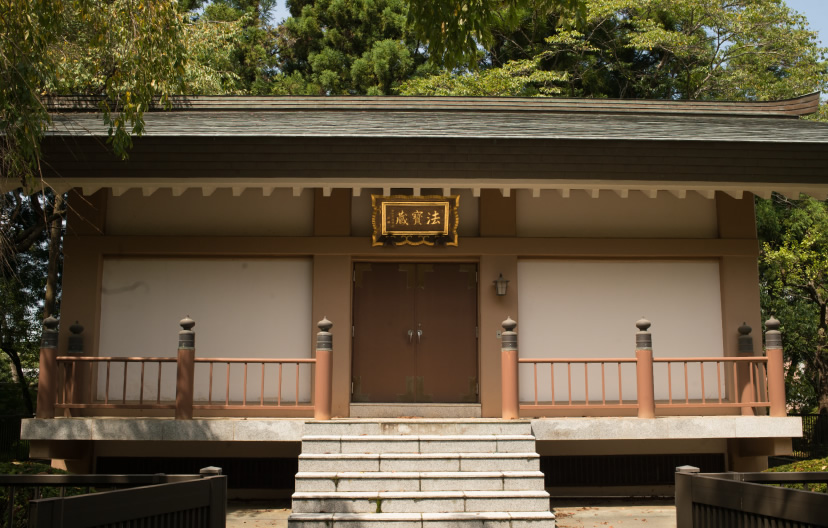
法寳蔵

六地蔵寺（ろくじぞうじ）は、茨城県水戸市六反田町にある真言宗豊山派の寺院。末寺二十五ヶ寺を有する本山。山号は倶胝密山、院号は聖寶院。倶胝密山 聖寶院 六地蔵寺（ぐていみつざん しょうほういん ろくじぞうじ）と称する。
古くから安産子育ての霊場として知られる。

## 歴史
開山は平安初期の大同2年（西暦807年）とされる。室町時代後期には第三世の恵範（えはん）が西国の諸大寺に遊学し、経典の収集・書写を行った。このことで、関東における教学の中心となり、檀林として多くの著名な学僧・修行僧を輩出した。徳川家康の知遇と推挙を得て大和国長谷寺第三世能化となった第八世の宥義（ゆうぎ）もその一人である。
近世には佐竹氏、さらに将軍家、水戸徳川家の所領となるが、いずれも代々の領主から厚遇され、江戸時代には幕府から朱印を与えられるという格式をもち、境内にある地蔵堂および法寶蔵は水戸徳川家二代藩主徳川光圀によって建立された。光圀の手厚い保護により寺宝が伝えられてきた。現在でも将軍家・水戸徳川家歴代の位牌や、県内最多数の文化財を護持している。

## 文化財

### 重要文化財（国指定）
- 朱漆足付盥 4口
「根来塗」と称される朱漆塗の作品で、布薩会（ふさつえ）という仏教行事で手を清めるための水を受ける布薩盥である。4口とも底裏に「六蔵寺二対内 細工根来寺重宗 本願法印恵範」の朱漆銘がある。銘文にある「六蔵寺」は六地蔵寺の別名。恵範は六地蔵寺3世で、同人が天文7年（1538年）に没していることから、同年以前の製作であることがわかる。また、銘文中に「根来寺」とあり、この種の朱漆器が中世に紀州の根来寺で実際に製作されていたことを示す唯一の史料である。[1]

### 茨城県指定有形文化財
- 神皇正統記3冊[2]
- 六地蔵寺所蔵典籍文書 典籍892部（1975冊）、文書407点（479通）
- 絹本著色両界曼荼羅 2幅
- 絹本著色弘法大師像
- 絹本著色真言八祖像 8幅
- 絹本著色十二天立像 12幅
- 絹本著色六字経曼荼羅
- 絹本著色十三仏図
- 絹本著色釈迦十六善神図
- 紙本著色制吒迦童子像
- 灌頂用具 15点
- 密教法具 23点
- 龍輪宝羯磨文戒体箱（りゅうりんぽうかつまもん かいたいばこ）
- 龍輪宝羯磨文説相箱2合
- 銅板貼山伏笈（やまぶしおい）
- 漆塗経櫃
- 四脚門